# Grand Theft Auto VI
Grand Theft Auto VI — майбутня відеогра в жанрі пригодницького бойовика, яка розробляється Rockstar Studios і буде видана Rockstar Games. Вона є восьмою основною частиною в серії Grand Theft Auto після Grand Theft Auto V (2013) і шістнадцятою загалом. Сюжетна історія розгортається у вигаданому відкритому штаті Леоніда, що ґрунтується на Флориді, та місті Вайс-Сіті, натхненому Маямі, й оповідає про двох злочинців: Люсію та її партнера.
Після років спекуляцій та очікувань Rockstar підтвердила, що гра перебуває в розробці в лютому 2022 року. У вересні того ж року відбувся витік кадрів із незакінченої версії гри, що було названо журналістами одним із найбільших витоків в історії індустрії відеоігор. Grand Theft Auto VI була офіційно презентована в грудні 2023 року, а її випуск заплановано для PlayStation 5 та Xbox Series X/S 26 травня 2026 року.

## Сетинг і персонажі
Grand Theft Auto VI є відеогрою в жанрі пригодницького бойовика, дія якої розгортається у вигаданому відкритому штаті Леоніда, що ґрунтується на Флориді та охоплює місто Вайс-Сіті, вигадану версію Маямі. Раніше Вайс-Сіті фігурувало у Grand Theft Auto (1997), а також було основним сетингом у Grand Theft Auto: Vice City (2002) і Grand Theft Auto: Vice City Stories (2006). Як і в попередніх частинах серії, ігровий світ пародіює сучасну американську культуру, застосовуючи сатиричне уявлення про культуру соціальних медіа та інфлуенсерів, а також посилається на інтернет-меми, як-от «Людина з Флориди». Сюжетна історія оповідає про двох злочинців: Люсію, першу жінку-протагоніста серії з 1999 року, та її напарника; у першому трейлері Люсія зображена тюремною ув'язненою, а потім тікає з-під варти разом зі своїм партнером.

## Розробка
Після випуску Grand Theft Auto V у 2013 році президент Rockstar North Леслі Бензіс заявив, що компанія має «деякі ідеї» для наступної частини в серії. У 2018 році видання The Know повідомило, що нова Grand Theft Auto за кодовою назвою Project Americas розгортатиметься переважно в переробленому Вайс-Сіті та частково в Південній Америці, а протагоністом буде жінка. У 2020 році журналіст Джейсон Шраєр написав, що проєкт перебуває «на ранній стадії розробки» та є «помірним за масштабом», і розширюватиметься поступово, щоб уникнути кранчів, як під час розробки попередніх частин. У 2021 році журналіст Том Гендерсон заявив, що мапа гри може еволюціонувати подібно до Fortnite Battle Royale (2017). У 2022 році Шраєр написав, що виробництво гри розпочалося у 2014 році, а її протагоністи, включно з латиноамериканкою, натхнені Бонні та Клайдом. Також він повідомив, що розробники обережно порушують тенденцію серії жартувати над маргінальними групами.
За роки до свого анонсу проєкт набув статусу довгоочікуваного, і журналісти зазначили, що шанувальники серії були розчаровані мовчанням Rockstar Games, особливо після анонсу перевидання Grand Theft Auto V у 2020 році. Чоловік, який посилався на гру, привернув увагу ЗМІ, перервавши кілька прямих ефірів на сцені та телебаченні. 4 лютого 2022 року Rockstar підтвердила, що розробка «йде повним ходом». У липні Rockstar оголосила, що Red Dead Online більше не отримуватиме значних оновлень, оскільки розробники зосередилися на майбутній Grand Theft Auto; джерела в індустрії заявили, що Rockstar перерозподілила ресурси після того, як розробка запланованих ремастерів Grand Theft Auto IV (2008) та Red Dead Redemption (2010) була призупинена через негативні відгуки на Grand Theft Auto: The Trilogy — The Definitive Edition (2021).
У листопаді 2023 року президент Rockstar Сем Гаузер анонсував, що перший трейлер гри буде випущено на початку грудня на честь 25-річчя компанії. Протягом п'яти годин анонс трейлера в соціальній мережі X став найпопулярнішим постом на платформі, пов'язаним з іграми, набравши понад 1,3 мільйона вподобань, що перевершило рекорд, встановлений двома попередніми постами Rockstar про гру. Пізніше цей рекорд перевершив пост Rockstar щодо дати випуску трейлера 5 грудня, який отримав понад 1,8 мільйона вподобань протягом 24 годин. Інші розробники наслідували формат анонсу для просування своїх власних трейлерів. 4 грудня низькоякісна версія трейлера була викладена в X; у відповідь Rockstar опублікувала офіційний трейлер на YouTube раніше, ніж планувалося, офіційно повідомивши назву, головних героїв, сетинг і випуск для PlayStation 5 та Xbox Series X/S у 2025 році.
Трейлер встановив рекорд за кількістю переглядів не музичного відео на YouTube за 12 годин (46 мільйонів), а за 24 години став третім за кількістю переглядів загалом (93 мільйони) та ігровим трейлером із найбільшою кількістю лайків (8,9 мільйона). Він перевершив загальний показник переглядів дебютного трейлера Grand Theft Auto V 2011 року, досягнувши 101-мільйонної позначки за два дні, і став другим найбільш популярним ігровим трейлером до січня 2024 року, набравши 168 мільйонів переглядів. Прослуховування пісні Тома Петті «Love Is a Long Road», яка прозвучала в трейлері, збільшилися на Spotify майже на 37 тисяч %, а кількість її пошукових запитів на Shazam сягнула 250 тисяч, тоді як у світовому чарті iTunes вона посіла друге місце. Трейлер зумовив його фанатські відтворення в інших відеоіграх, у вигляді LEGO-анімації та в ігровому відео від Hyundai World Rally Team.
У лютому 2024 року Шраєр повідомив, що Rockstar попросила своїх співробітників припинити дистанційну роботу й повернутися до офісів на повний робочий день із 15 квітня «для підвищення продуктивності та безпеки», оскільки розробка вступила у «фінальну стадію». Незалежна профспілка працівників Великої Британії розкритикувала це рішення за те, що воно суперечило раніше наданій обіцянці Rockstar зберегти гібридні умови праці, тоді як деякі співробітники висловили побоювання, що це може негативно вплинути на здоров'я і моральний стан персоналу, призвести до звільнень і кранчів. У березні журналіст Зак Цвізен повідомив, що рішення було ухвалено частково для того, щоб уникнути затримки випуску гри на початку 2025 року; затримки у виробництві призвели до того, що випуск наприкінці 2025-го став більш доцільним, а потенційна затримка до 2026 року була «запасним варіантом». Ціна акцій Take-Two Interactive, материнської компанії Rockstar, впала на понад 5 %. Інші журналісти спростували повідомлення Цвізена, зазначивши, що розробка гри «йде за графіком», тоді як Шраєр написав, що немає жодних ознак того, що процес виробництва порушився. У травні Take-Two підтвердила, що вихід гри заплановано на кінець 2025 року.

### Витік у вересні 2022
18 вересня 2022 року на GTAForums користувач із ніком «teapotuberhacker» розмістив 90 відеороликів, що містили 50 хвилин робочого матеріалу проєкту. Шраєр отримав підтвердження від джерел у Rockstar, що кадри були справжніми, а The Guardian повідомила, що їх було зроблено на кількох етапах розробки, до того ж деякі відео були зроблені близько року тому. На кадрах показано сучасний Вайс-Сіті, анімаційні тести, тести ігрового процесу, макети рівнів і розмови між персонажами, а також зображено, як двоє протагоністів, Люсія і Джейсон, заходять у стриптиз-клуб і грабують їдальню. Хакер заявив, що він стоїть за атакою на систему безпеки компанії Uber, яка сталася за тиждень до цього. Він також стверджував, що завантажив файли безпосередньо з внутрішніх груп Rockstar у месенджері Slack, і в нього був початковий код, ігрові ресурси та внутрішні збірки Grand Theft Auto V та VI, які той погрожував опублікувати в інтернеті.
У відповідь Take-Two подала заявку на видалення відеороликів, розміщених на YouTube, у яких демонструвався або обговорювався витік, і звернулася до модераторів GTAForums і Reddit з проханням видалити файли. Хакер написав, що «хоче укласти угоду» з Rockstar або Take-Two. Кілька журналістів назвали цей інцидент одним із найбільших витоків в історії відеоігор; Шраєр назвав подію «кошмаром для Rockstar Games», який може обмежити гібридність дистанційної роботи для співробітників. Аналітик Jefferies Ендрю Верквіц назвав це «піар-катастрофою», яка потенційно може призвести до затримки гри та зниження морального духу співробітників, але навряд чи вплине на сприйняття або продажі. The Guardian зазначила, що кадри зазнали широкої критики «з боку погано інформованих користувачів» через їх якість, попри те, що вони не є репрезентативними для кінцевого продукту. Деякі користувачі помилково стверджували, що налаштування графіки та художніх ресурсів завершуються на ранніх етапах розробки ігрових проєктів. На знак солідарності багато розробників поділилися кадрами зі своїх незавершених ігор, а дехто, включно з Кліффом Блезінським, Нілом Дракманном, Рамі Ісмаїлом та Аланою Пірс, висловили свої співчуття Rockstar.
19 вересня Rockstar підтвердила, що витік був «вторгненням у мережу», і висловила жаль із приводу того, як гру було вперше продемонстровано публіці, але не очікувала довгострокових наслідків для розробки. Rockstar заблокувала коментарі та відповіді на своїх акаунтах у соціальних мережах протягом кількох днів після витоку. Take-Two додала, що зробила кроки «для ізоляції та локалізації цього інциденту». Ціна акцій компанії впала на понад 6 % на передринкових торгах того дня, але відновилася у звичайні години торгів після заяви Take-Two. Uber визнала потенційний зв'язок зі своїм витоком і зазначила, що працює з Федеральним бюро розслідувань і Міністерством юстиції США. На їхню думку, хакер був пов'язаний із групою Lapsus$, яка вважалася відповідальною за атаки на такі компанії, як Microsoft, Nvidia і Samsung за попередній рік. Виконавчий директор Take-Two Штраус Зельник сказав, що інцидент спонукав компанію підвищити рівень кібербезпеки та справив емоційний вплив на співробітників, але не торкнувся бізнесу. Rockstar пізніше заявила, що інцидент обійшовся компанії в 5 мільйонів доларів США й тисячі годин роботи персоналу на відновлення.
17-річний підліток з Оксфордшира, ідентифікований як «teapotuberhacker» і ключовий учасник Lapsus$, був заарештований поліцією Лондонського Сіті 22 вересня в рамках розслідування, яке проводилося за підтримки Національного агентства по боротьбі зі злочинністю та американських федеральних правоохоронних органів. Перебуваючи під заставою за злом EE та Nvidia і під охороною поліції в готелі Travelodge, він зламав Rockstar, використовуючи мобільний телефон, телевізор і Amazon Fire TV Stick, погрожуючи оприлюднити вихідний код у повідомленні Slack, адресованому всім співробітникам Rockstar. З'явившись до Молодіжного суду Гайбері Корнер, він визнав себе винним за двома пунктами порушення умов звільнення під заставу й невинним за двома пунктами неправомірного використання комп'ютера. Справу передали до вищого суду, а юнака помістили до виховної колонії. У середині 2023 року він постав перед Саусваркським королівським судом за обвинуваченням у дванадцяти злочинах, зокрема в шести випадках неправомірного використання комп'ютера, трьох випадках шантажу і двох випадках шахрайства. Його визнали неспроможним постати перед судом через гострий аутизм; замість того, щоб оцінити його провину, присяжні встановили, що він вчинив ці дії. У грудні 2023 року суддя безстроково відправив його в психіатричний заклад за те, що він представляє значну небезпеку для суспільства, оскільки висловив намір продовжувати кіберзлочини.